# Solenocera moosai
Solenocera moosai är en kräftdjursart som beskrevs av Crosnier 1985. Solenocera moosai ingår i släktet Solenocera och familjen Solenoceridae. Inga underarter finns listade i Catalogue of Life.